# WTCC i Argentina
FIA WTCC Race of Argentina blev den argentinska deltävlingen i FIA:s världsmästerskap i standardvagnsracing, World Touring Car Championship. Tävlingen kördes första gången säsongen 2013 på Autódromo Termas de Río Hondo.
Tävlingen var först planerad att köras på Autódromo Buenos Aires från och med säsongen 2011, men ersattes av FIA WTCC Race of Belgium på Circuit Zolder. Den fanns med som förslag även säsongen 2012, på en ej bestämd bana, men ströks och ersattes av WTCC i Slovakien.
I juni 2013 bekräftades det att det första Race of Argentina skulle hållas den 4 augusti på Autódromo Termas de Río Hondo.
Tävlingen hölls under fem säsonger, 2013 till 2017. 2018 ställdes den in och ersattes av WTCC i Slovakien.

## Vinnare
| År   | Race | Förare            | Modell    | Bana                | Rapport               |
| ---- | ---- | ----------------- | --------- | ------------------- | --------------------- |
| 2017 | 1    | Yann Ehrlacher    | Lada      | Termas de Río Hondo | WTCC i Argentina 2017 |
| 2017 | 2    | Norbert Michelisz | Honda     | Termas de Río Hondo | WTCC i Argentina 2017 |
| 2016 | 1    | Tom Chilton       | Citroën   | Termas de Río Hondo | WTCC i Argentina 2016 |
| 2016 | 2    | José María López  | Citroën   | Termas de Río Hondo | WTCC i Argentina 2016 |
| 2015 | 1    | José María López  | Citroën   | Termas de Río Hondo | WTCC i Argentina 2015 |
| 2015 | 2    | Sébastien Loeb    | Citroën   | Termas de Río Hondo | WTCC i Argentina 2015 |
| 2014 | 1    | José María López  | Citroën   | Termas de Río Hondo | WTCC i Argentina 2014 |
| 2014 | 2    | José María López  | Citroën   | Termas de Río Hondo | WTCC i Argentina 2014 |
| 2013 | 1    | Yvan Muller       | Chevrolet | Termas de Río Hondo | WTCC i Argentina 2013 |
| 2013 | 2    | José María López  | BMW       | Termas de Río Hondo | WTCC i Argentina 2013 |